# Louis Cappel

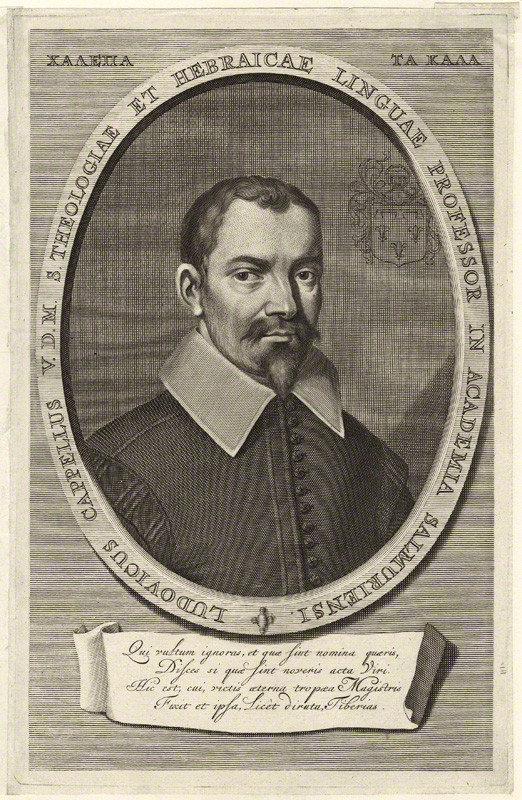
Louis Cappel.

Louis Cappel, född den 15 oktober 1585 i Saumur, död där den 18 juni 1658, var en fransk språkforskare. 
Cappel var protestantisk präst och professor i teologi i Saumur. Han trodde inte på den hebreiska bibeltextens gudomliga ursprung. I Arcamim punctationis revelatum (1624) motiverade han sin åsikt bland annat med att vokaltecknen uppfunnits först efter den babyloniska Talmuds fullbordan. Hans viktigaste arbete är Critica sacra, sive de variis, quce in sacris Veteris Testamenti libris occurunt, lectionibiis libri VI (1650), där han undersökte orsakerna till Gamla testamentets varianter och anger regler för att räkna ut den ursprungliga texten.